# Quintana del Marco
Quintana del Marco ist ein nordspanischer Ort und eine Gemeinde (municipio) mit 319 Einwohnern (Stand: 2024) im Süden der Provinz León in der Autonomen Gemeinschaft Kastilien-León. Neben dem gleichnamigen Hauptort Quintana del Marco gehört die Ortschaft Genestacio de la Vega zur Gemeinde.

## Lage und Klima
Quintana del Marco liegt etwa 55 Kilometer südsüdwestlich von León in einer Höhe von etwa 745 m. Das Klima ist gemäßigt bis warm; Regen (ca. 502 mm/Jahr) fällt überwiegend im Winterhalbjahr.

## Bevölkerungsentwicklung
| Jahr      | 1970 | 1981 | 1991 | 2001 | 2011 | 2021 |
| Einwohner | 1007 | 789  | 677  | 539  | 442  | 352  |

## Wirtschaft
An erster Stelle im Wirtschaftsleben der Gemeinde steht traditionell die ursprünglich zur Selbstversorgung betriebene Landwirtschaft. Auf den Feldern wurden Weizen, Gerste, Wein etc. kultiviert; die Hausgärten lieferten Gemüse und Kartoffeln. 

## Sehenswürdigkeiten

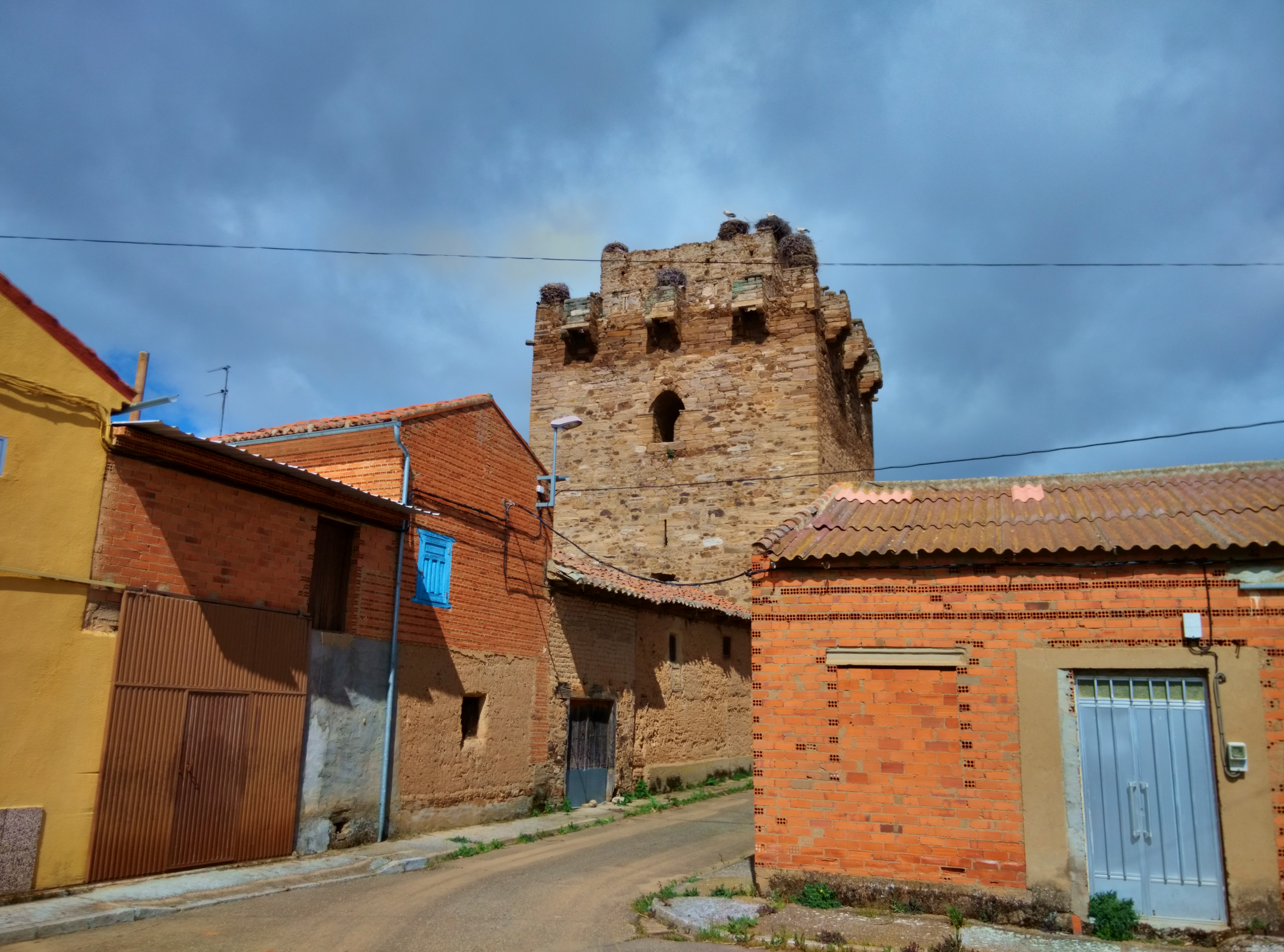
Reste der Burganlage
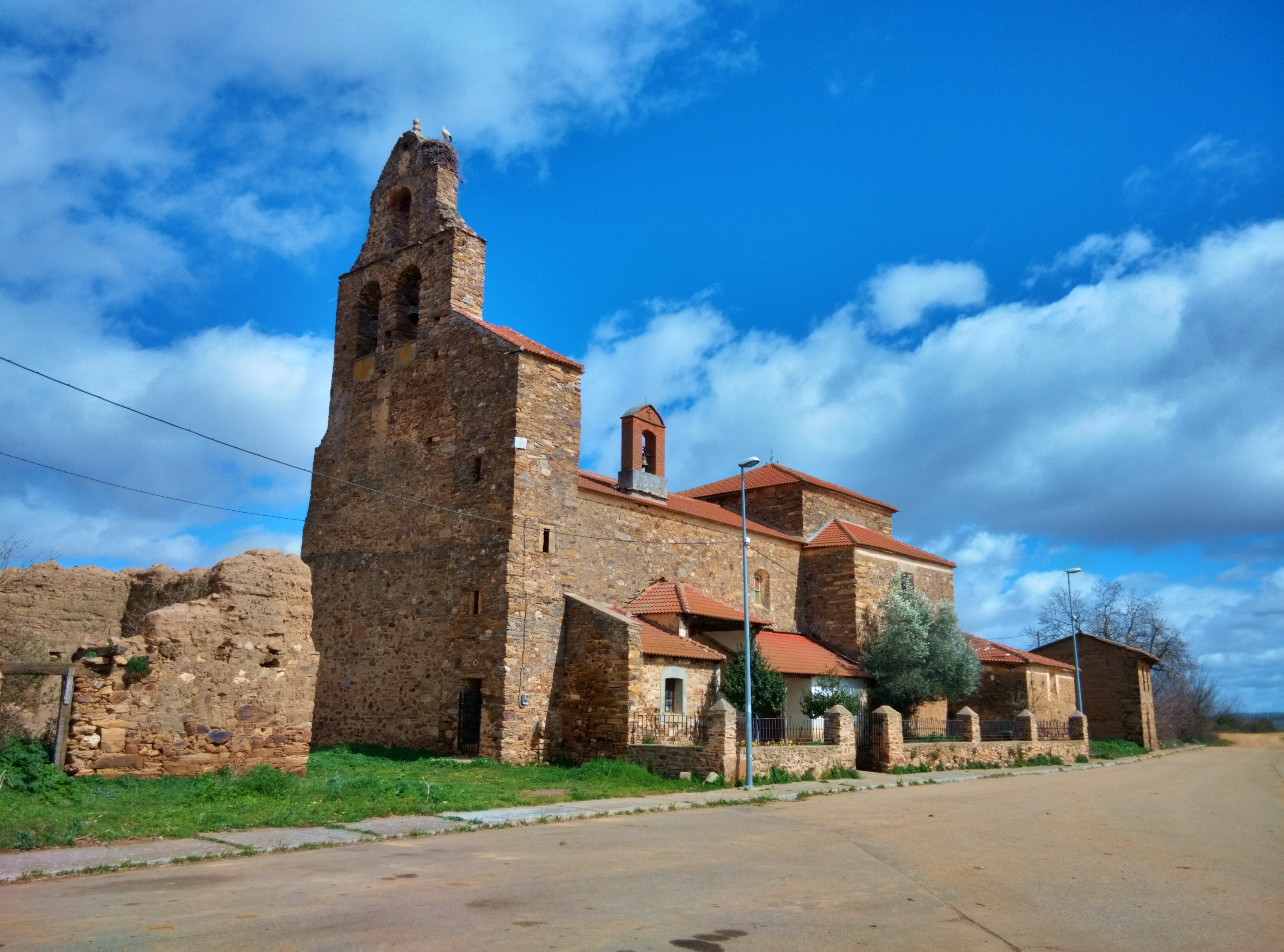
Peterskirche
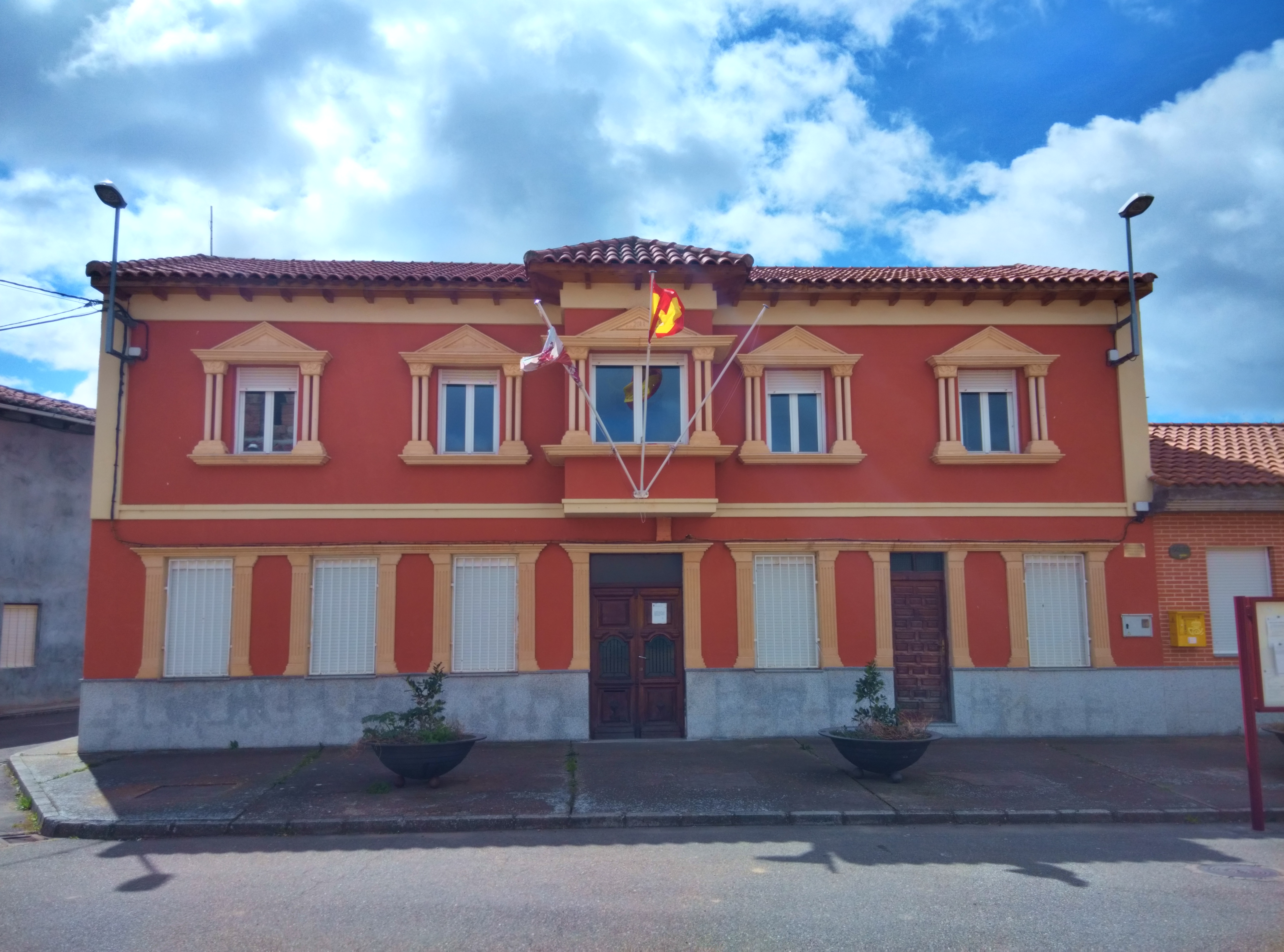
Rathaus

- Reste der Burganlage
- Peterskirche
- Rathaus